# Keizo Obuchi

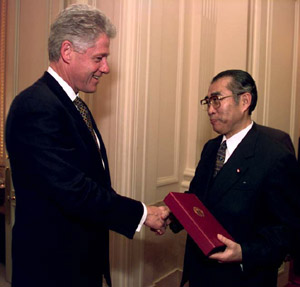
El president estatunidenc Bill Clinton i a Tòquio el 20 de novembre del 1998

Keizo Obuchi (en japonès 小渕恵三, Obuchi Keizō) (Nakanojo, Gumma, Japó, 25 de juny del 1937 - Tòquio (Japó), 14 de maig del 2000) fou un polític japonès que va ocupar la presidència del seu país entre el 30 de juliol del 1998 i el 5 d'abril del 2000.

## Biografia política
Membre d'una família de filadors, va fer estudis de literatura anglesa a la Universitat de Waseda, al final dels quals va emprendre un viatge per tractar d'ampliar la seua formació durant nou mesos i al llarg de trenta-vuit països. Un cop tornat al Japó, el 1963 es va presentar per la seua província natal a les eleccions al parlament i va aconseguir el seu primer escó esdevenint el diputat més jove de la Dieta del Japó. El 1979 va ésser anomenat pel primer ministre, Masayoshi Ohira, director general de l'Oficina del Primer Ministre i de l'Agència de Desenvolupament d'Okinawa, la qual cosa li suposà formar-se en les relacions de seguretat del seu país amb els Estats Units. Obuchi també va ocupar el càrrec de director general de l'Agència de Gestió i Coordinació, la direcció general del despatx del primer ministre Yasuhiro Nakasone, la presidència del Comitè Permanent de Finances de la Cambra de Representants, la direcció general de l'Agència de Gestió i Coordinació i la direcció general de l'Agència per al Desenvolupament d'Okinawa. Posteriorment, les seues responsabilitats van augmentar i va dirigir diversos comitès parlamentaris com el de Seguretat l'any 1982 i el de Pressupostos el 1986, la qual cosa el van familiaritzar amb qüestions fonamentals en política interior i exterior. El 6 de novembre del 1987 fou nomenat ministre portaveu del govern del primer ministre Noburu Takeshita i, com a tal, va ésser l'encarregat d'anunciar la mort de l'emperador Hirohito, el 6 de gener del 1989, i el naixement del nou període Heisei representada pel regnat del nou emperador Akihito. Va dimitir del seu càrrec com a ministre portaveu el 2 de juny del 1989 amb la dimissió de Noboru Takeshita, el qual va reconèixer haver rebut un préstec milionari de l'empresa Recruit en concepte de donacions polítiques. El 9 d'abril del 1991, el Partit Democràtic Liberal (LDP), instal·lat al poder, va triar Obuchi com a secretari general arran de la dimissió del líder Ichiro Ozawa (Obuchi havia ocupat el càrrec de vicesecretari de l'LDP el 1984). El 1992, l'LDP va començar a patir intrigues i lluites pel poder entre els seus membres i el 28 d'octubre del mateix any, Obuchi, qui ja no n'ocupava el càrrec de secretari general, va ésser escollit cap de la facció més poderosa del partit (la de l'exprimer ministre Noboru Takeshita). Aquesta elecció va provocar la ira dels membres de la resta de les faccions que tenien quota de poder dins de l'LDP. A les eleccions celebrades el 18 de juliol del 1993, l'LDP fou derrotat (per primera vegada des de la seua creació) per una coalició de partits, la qual cosa el va portar a l'oposició. És en aquest moment quan Obuchi, polític amb un tarannà conciliador, va exercir un paper fonamental per realinear els polítics conservadors, va col·locar el partit en el camí de la reestructuració i va tornar-lo al Govern el 1995. Després de la confirmació del primer ministre Ryutaro Hashimoto com a president de l'LDP (l'11 de setembre del 1997), Obuchi va ésser designat ministre d'Afers Exteriors en substitució de Yukihiko Ikeda. El 13 de juliol del 1998, el president de l'LDP i primer ministre, Ryutaro Hashimoto, va presentar la seua dimissió després dels resultats negatius obtinguts pel partit a les eleccions al Senat. Dies després, el 24 de juliol, l'LDP va triar per majoria Obuchi com a president del partit. Després d'aquesta decisió, el nomenament d'Obuchi com a primer ministre es donava per descomptat mercès a la majoria de l'LDP al Congrés. No obstant això, l'LDP estava en minoria al Senat des de feia deu anys i la cambra alta va designar el cap del Partit Demòcrata, Naoto Kan, com a rival d'Obuchi. El 30 de juliol del 1998, el parlament bicameral va escollir oficialment Keizo Obuchi com a nou primer ministre del Japó i successor de Ryutaro Hashimoto. El mateix dia 30 de juliol, Obuchi va nomenar el seu primer govern anomenat de reconstrucció econòmica, la principal tasca del qual fou resoldre la crisi econòmica que patia el país. En la seua primera compareixença, el nou primer ministre va prometre una retallada fiscal permanent i la recuperació econòmica en dos anys. Sabedor dels secrets de la política, Obuchi va començar, des del seu càrrec, una política de rellançament de la despesa pública i un pla de salvament dels bancs com a mesures per tancar la major crisi dels darrers cinquanta anys al Japó alhora que va formar una coalició de govern de centredreta amb el petit Partit Liberal i el Nou Komeito. A més, va rellançar la necessitat d'enfortir la integració econòmica regional i, en aquest sentit va millorar les seues relacions amb la República Popular de la Xina i Corea del Sud. No obstant això, Obuchi (el qual gaudia llavors del seu nivell de popularitat més alt) va haver d'afrontar alguns contratemps (com ara, l'entrada en vigor de la llei sobre reducció d'escons al Parlament o l'abandonament de la coalició governamental del Partit Liberal el 2 d'abril del 2000). Víctima de l'excés de treball, i després que el 2 d'abril del 2000 mantingués una reunió amb el líder del Partit Liberal (Ichiro Ozawa) en què es va decidir l'abandonament d'aquest partit de la coalició governamental, el primer ministre nipó va patir un vessament cerebral i, posteriorment, va entrar en estat de coma. A la prefectura del govern, Obuchi va ésser substituït de manera provisional pel ministre portaveu Mikio Aoki fins que Yoshiro Mori fou nomenat nou president de l'LDP i primer ministre del país.